# Chemtrail

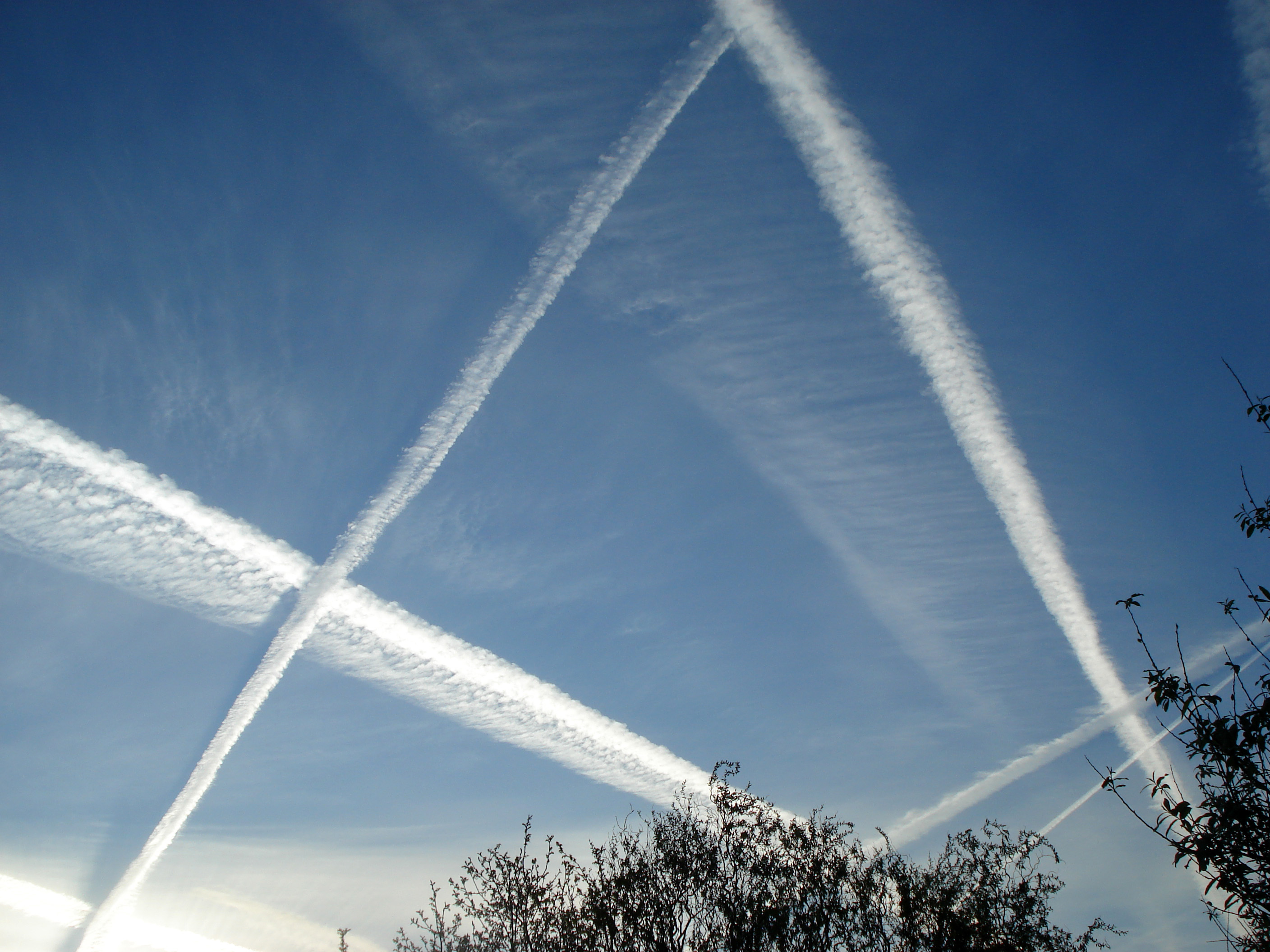
Kondensationsstrimmor. Enligt de som tror på chemtrails kan dessa spår efter flygplan innehålla avsiktliga utsläpp av kemikalier för hemliga syften.

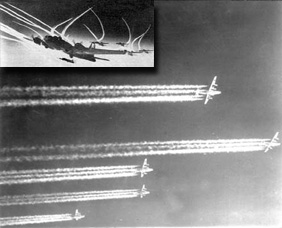
Cirrusliknande kondensationsspår syns redan på tidigt 1940-tal, långt innan chemtrails enligt konspirationsteoretikerna ska ha spridits

Chemtrail (kemikaliespår), även Aerosolized powder contrails, är olika konspirationsteorier om att de långvariga spår som kan ses på himlen efter högtflygande jetflygplan skulle innehålla giftiga kemiska eller biologiska aerosoler som avsiktligen och i hemlighet sprayas ut av myndigheter i stor skala i olika syften.
Förespråkare för teorin hävdar att vanliga vattenbaserade kondensstrimmor skingras relativt snabbt medan spår som skingras efter minst en halv dag måste innehålla ytterligare substanser. På fotografier på webbplatser som tar upp ämnet chemtrails kan de cirrusmolnliknande spår som bildats på himlen vara allt från rutmönster till mer slumpmässiga linjer. Spåren ska, enligt konspirationsteoretikerna, skilja sig från de vattenbaserade kondensationsstrimmor som jetflygplan lämnar efter sig. Dessa argument har avvisats av det vetenskapliga samfundet och av myndigheter i en rad länder, exempelvis svenska forskningsinstitutet SMHI. En rad försök med att sprida kemikalier från flygplan, ofta icke hemliga, i syfte att skapa moln lokalt, har visserligen förekommit i olika länder, men chemtrails är inte ett vetenskapligt erkänt fenomen. Spåren betraktas av forskare som vanligt fruset vatten orsakat av partiklar från förbränt flygfotogen, och spåren kan bli långvariga och cirrusliknande vid hög luftfuktighet i atmosfären. Konspirationsteoretikerna menar att mönstren började synas på 1990-talet, men cirrusliknande spår efter både jet- och propellerflygplan förekommer på fotografier redan sedan andra världskriget. Mängden kondensationsstrimmor har emellertid ökat med tiden till följd av ökande mängd flygtrafik.
Åsikterna om vad syftet med dessa kemikalier ska vara varierar bland teorins förespråkare. Det vanligaste förslaget är kemisk manipulering av väder såväl som klimat. Andra förslag är förbättrad mobiltäckning, utveckling av biologisk krigföring, psykologisk manipulation, befolkningsbegränsning, ett sofistikerat militärt radarsystem tillsammans med till exempel EISCAT och HAARP, och ockulta syften. Det hävdas av konspirationsteoretikerna att chemtrails förekommer över vissa länder, men att myndigheter och forskningsinstitut såsom SMHI hemlighåller uppgifter. Utsläppen tros enligt konspirationsteoretikerna förorsaka luftvägssjukdomar och andra hälsoproblem, översvämningar, orkaner, förändrade grödor, ökad mängd aluminium och kvicksilver i naturen, med mera.
Konspirationsteorin har främst fått spridning i USA bland grupper på högerkanten som har en djup misstänksamhet mot regeringen och myndigheter. Teorin har även nått andra länder och har förekommit inom exempelvis Centerpartiet, Miljöpartiet och Sverigedemokraterna.

## Relaterad forskning

### Molnsådd
Flera framgångsrika ickehemliga experiment har gjorts sedan 1946 med lokal vädermodifiering genom molnsådd, för att exempelvis regn- eller snöväder ska uppstå eller hagel motverkas på olika platser i världen. Experimenten har varit särskilt vanliga i områden där det råder torka eller omfattande skador sker på jordbruk till följd av hagel, men har minskat i omfattning på senare år. Försöken görs genom att släppa ned torris eller silverjodid, i allmänhet från mindre flygplan, men även jetflygplan har förekommit. 
Sovjets flygvapen lyckades i hemlighet så moln över Vitryssland två dagar efter Tjernobylkatastrofen 1986 för att avlägsna radioaktiva partiklar från moln på väg mot Moskva. Uppgifter om händelsen har under 2000-talet avslöjats av forskare och erkänts av en av piloterna.

### Kondensspårens betydelse för klimatet
En rad vetenskapliga studier analyserar betydelsen av ökad mängd långvariga kondensationsstrimmor från högflygande flygtrafik, och föreslår att detta kan trigga formering av cirrusmoln och bidra till den globala uppvärmningen. Forskningsinstitut som SMHI bevakar mängden kondensationsstrimmar och deras betydelse.

### Föreslagen teknik för att förändra klimat
Det här avsnittet är helt eller delvis baserat på material från  engelskspråkiga Wikipedia, Stratospheric sulfate aerosols (geoengineering), 6 mars 2016.
Forskare inom klimatteknik (engelska climate engineering, geoengineering eller climate intervention) har föreslagit utsläpp av sulfataerosoler i stratosfären, som en metod att begränsa klimatförändring. Inga forskningsrapporter finns om genomförda experiment i naturen med klimatförändrande teknik, och forskare inom området säger sig endast ha genomfört beräkningar, datorsimuleringar och laboratorieexperiment.